# People's Federal Savings and Loan Association
La People's Federal Savings and Loan Association è un edificio storico situato al 101 East Court Street a Sidney, Ohio, progettato dall'architetto Louis Sullivan.
Fu progettato e costruito nel 1917 per essere utilizzato dalla banca Peoples Federal Savings and Loan Association, che ancora oggi opera al suo interno. È uno dei pochi edifici bancari progettati da Sullivan tra il 1908 e il 1919 per piccole comunità degli Stati Uniti centrali, chiamate jewel boxes. L'edificio è stato nominato Monumento Storico Nazionale.

## Storia
La People's Federal Savings and Loan Association si trova al 101 East Court Street, all'angolo con South Ohio Street a Sidney. È inoltre situata di fronte al Monumental Building in stile gotico e alla Shelby County Courthouse in stile Secondo Impero. L'architettura dell'edificio è caratterizzata da un ricco cromatismo che si esprime nelle correnti in terracotta multicolore sopra le finestre frontali e nel contrasto tra il nero del marmo e il rosso intenso delle pareti. L'imponente arco romanico, che costituisce l'ingresso principale, conferisce all'edificio un'impronta monumentale. Le numerose finestre con vetrate policrome arricchiscono ulteriormente la facciata. Il design è il risultato dell'ideale architettonico di Sullivan: semplice strutturalmente ma riccamente decorato nei dettagli.
La People's Federal Savings and Loan Association di Sidney era una delle commissioni che l'architetto Louis Sullivan accettò alla fine della sua carriera. Queste commissioni portarono Sullivan a progettare una serie di edifici bancari che sono stati definiti "jewel boxes" per le loro dimensioni modeste ma dalla ricca decorazione. Secondo quanto tramandato, dopo aver attentamente osservato per due giorni il terreno destinato alla costruzione, Sullivan ne tracciò un abbozzo. Un’opera così innovativa e originale, tuttavia, non incontrò subito il favore dei direttori della banca, più propensi a un design classico e convenzionale. Sullivan replicò loro che chiunque avrebbe potuto progettare un edificio bancario tradizionale, ma solo lui era in grado di creare qualcosa di così unico e distintivo. L'edificio fu completato per $1.000 in meno rispetto al costo stimato da Sullivan.

## Galleria d'immagini

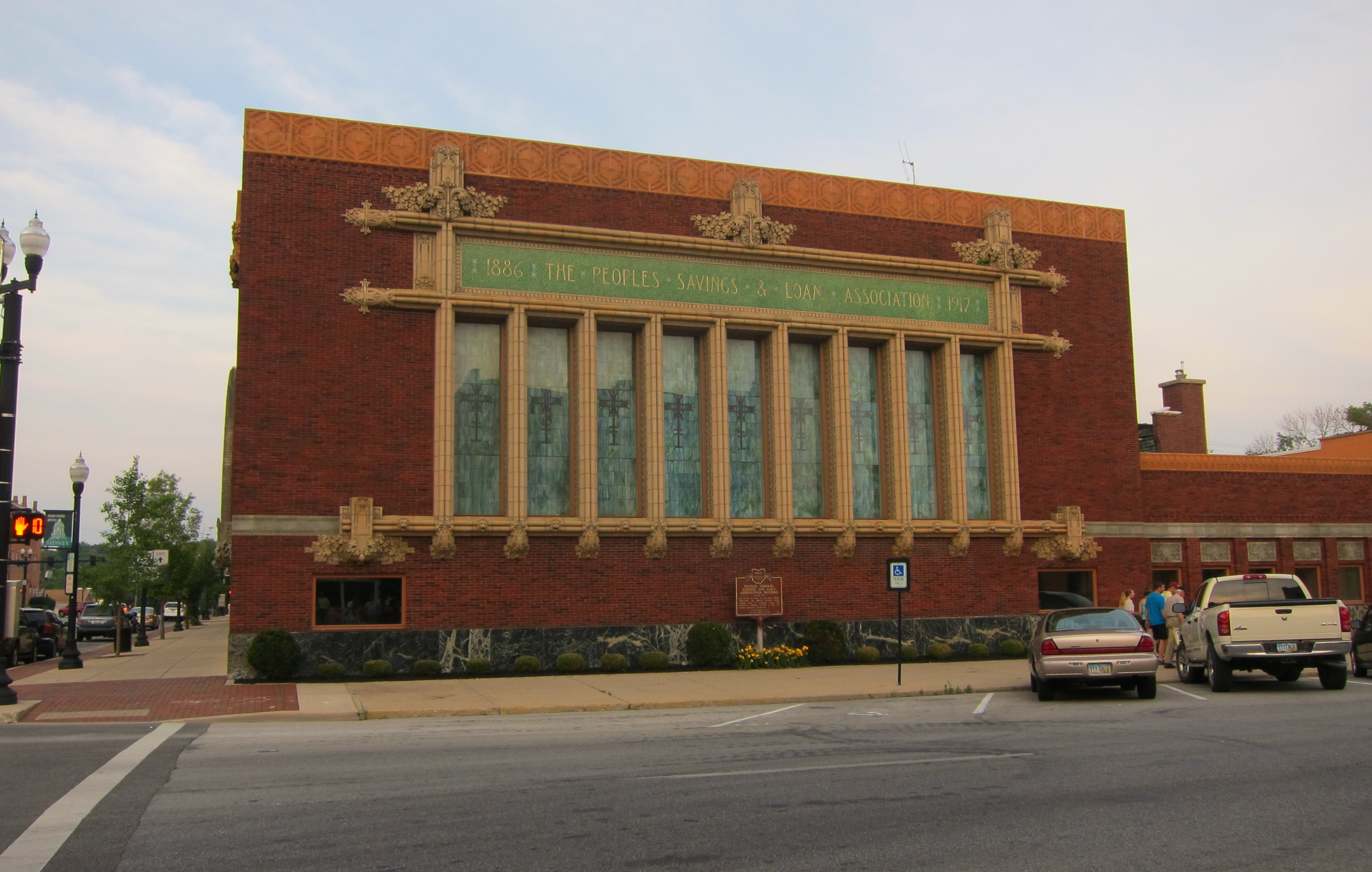
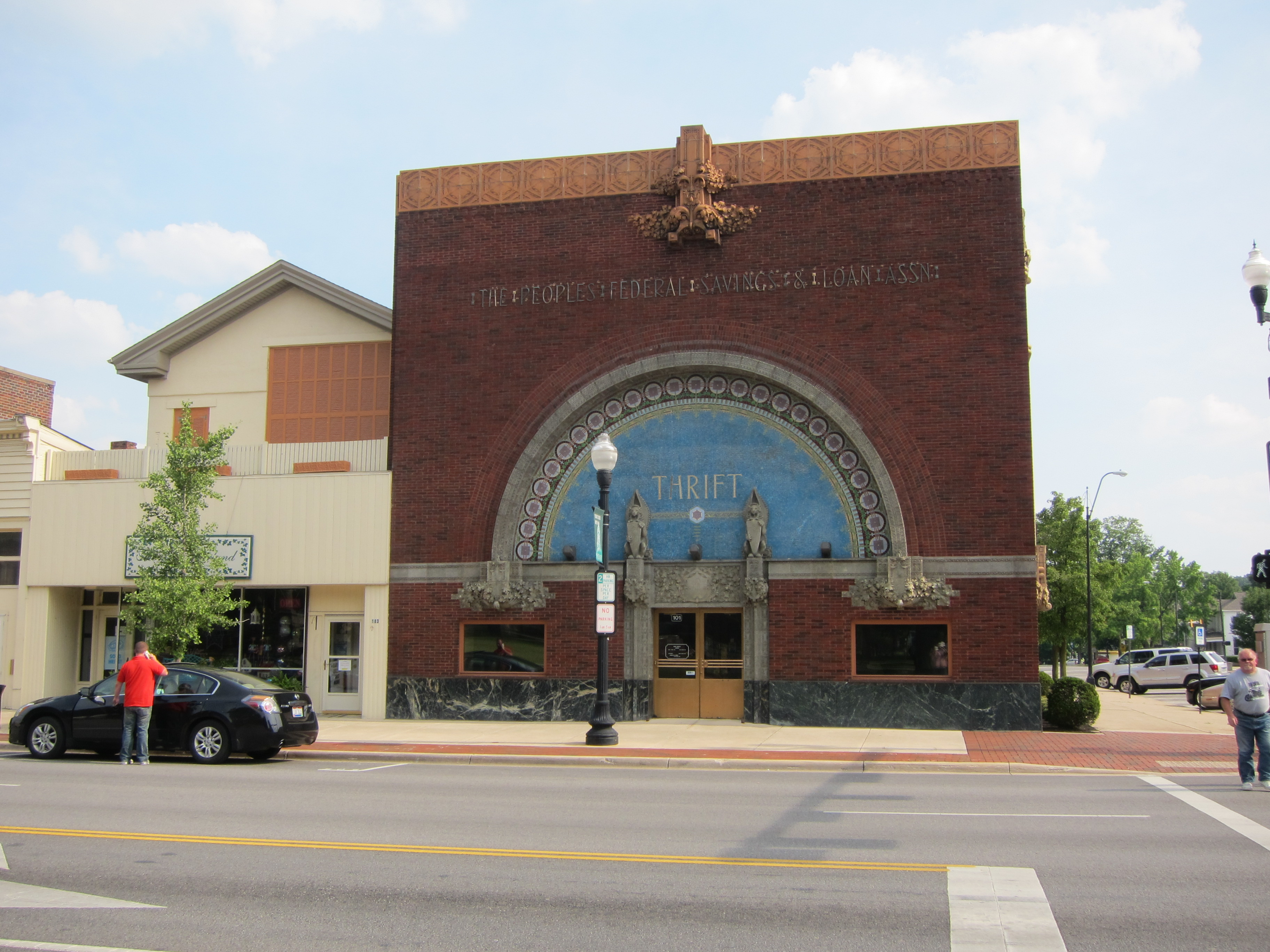
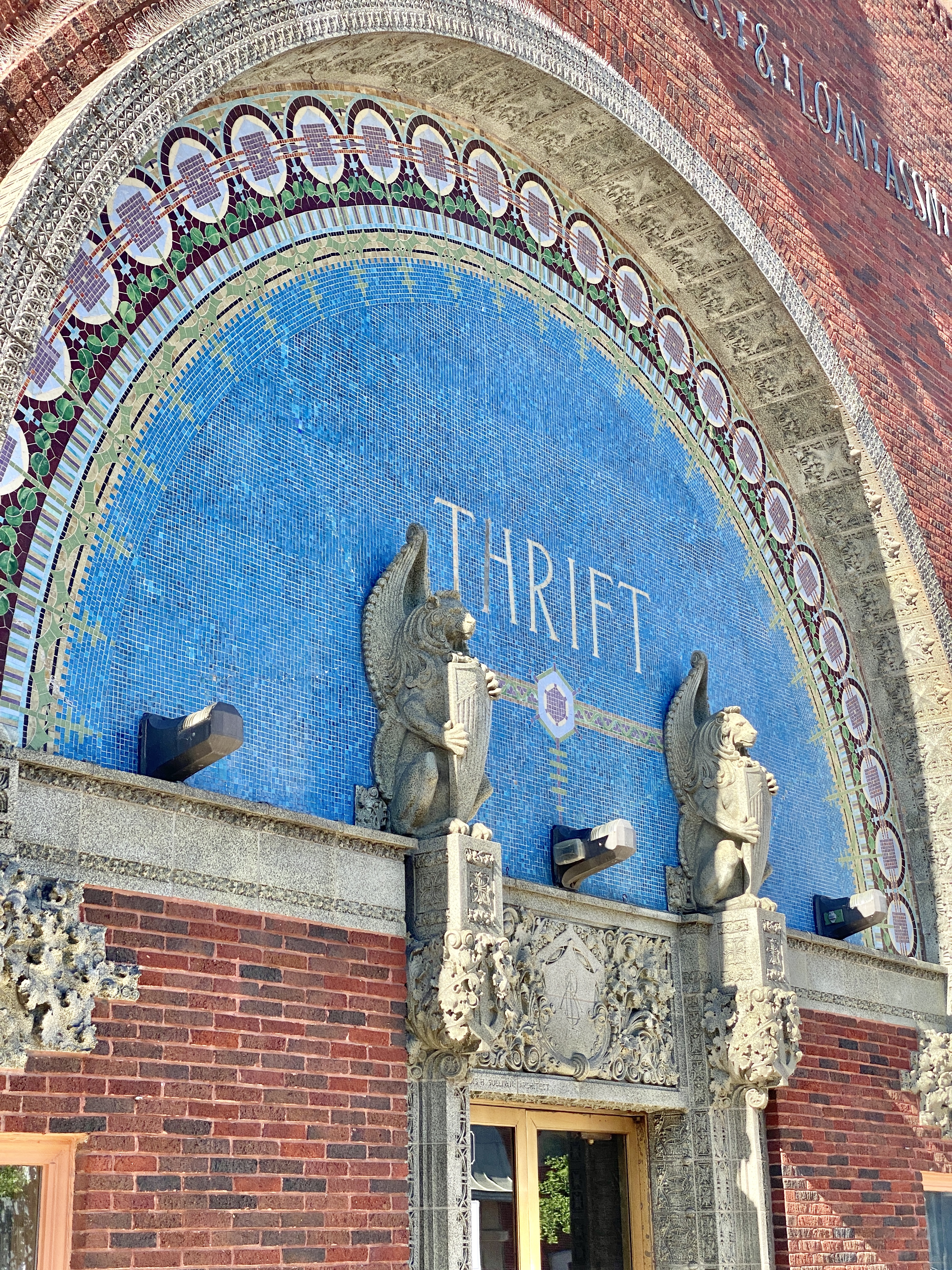
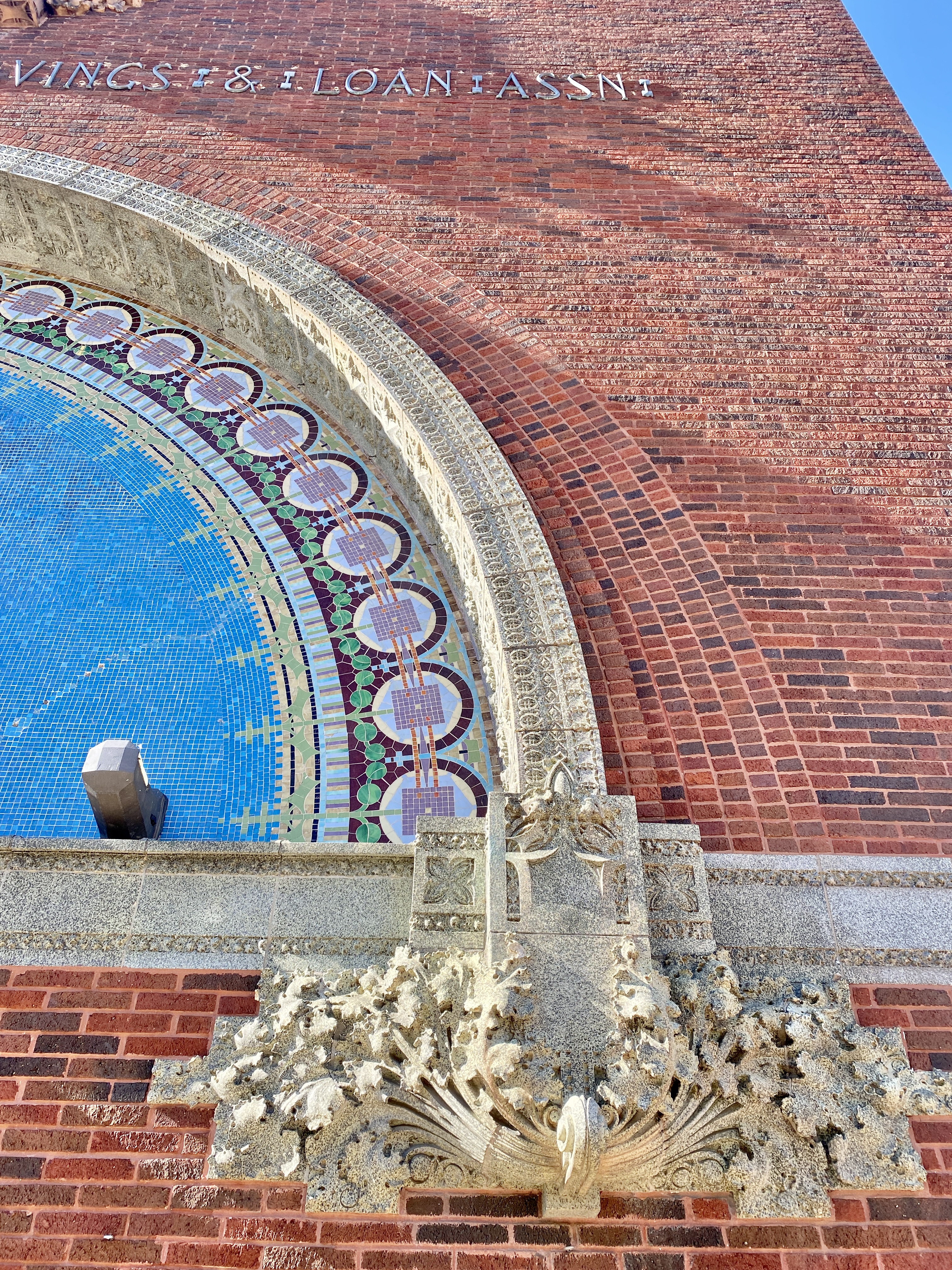
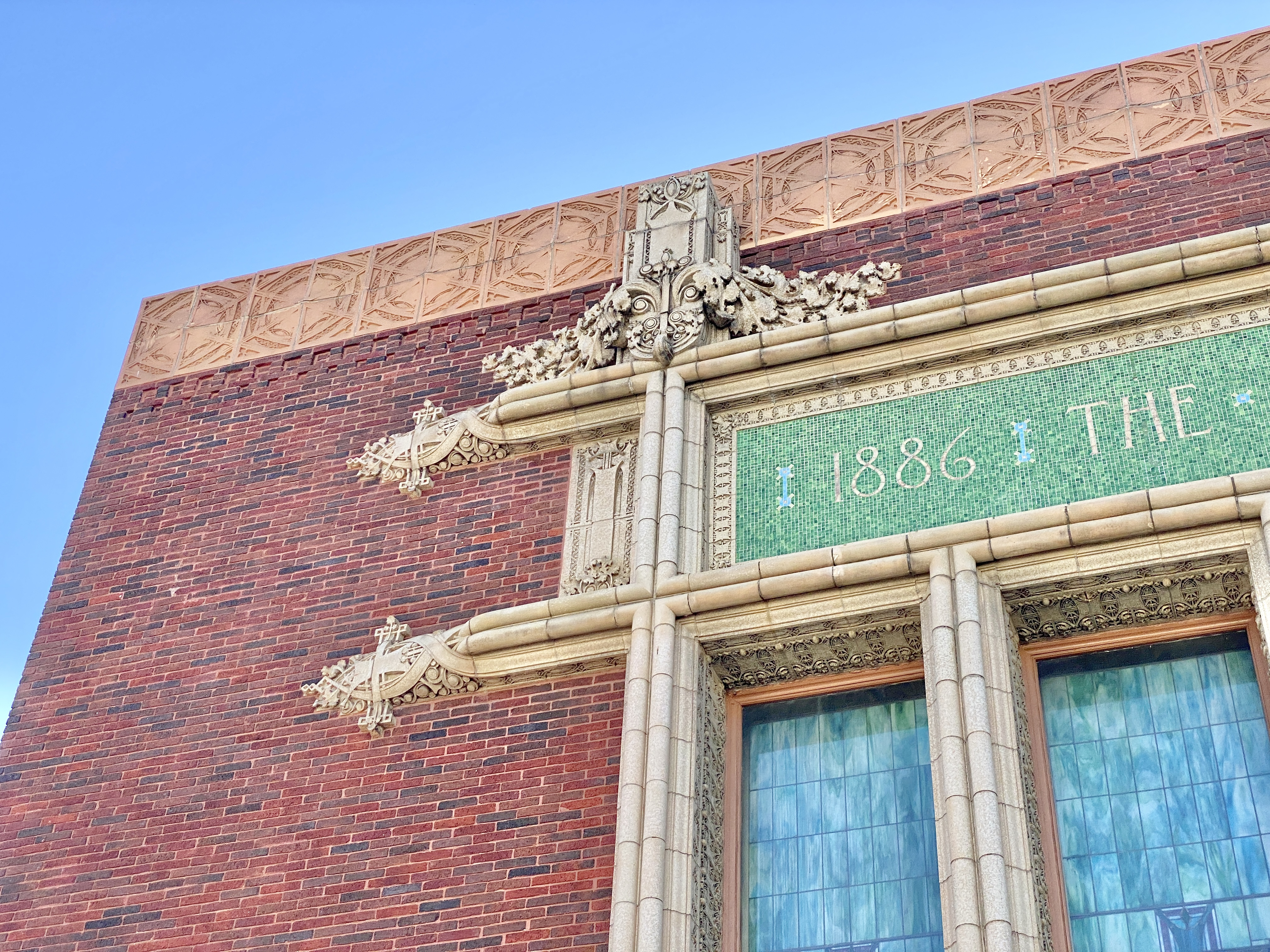
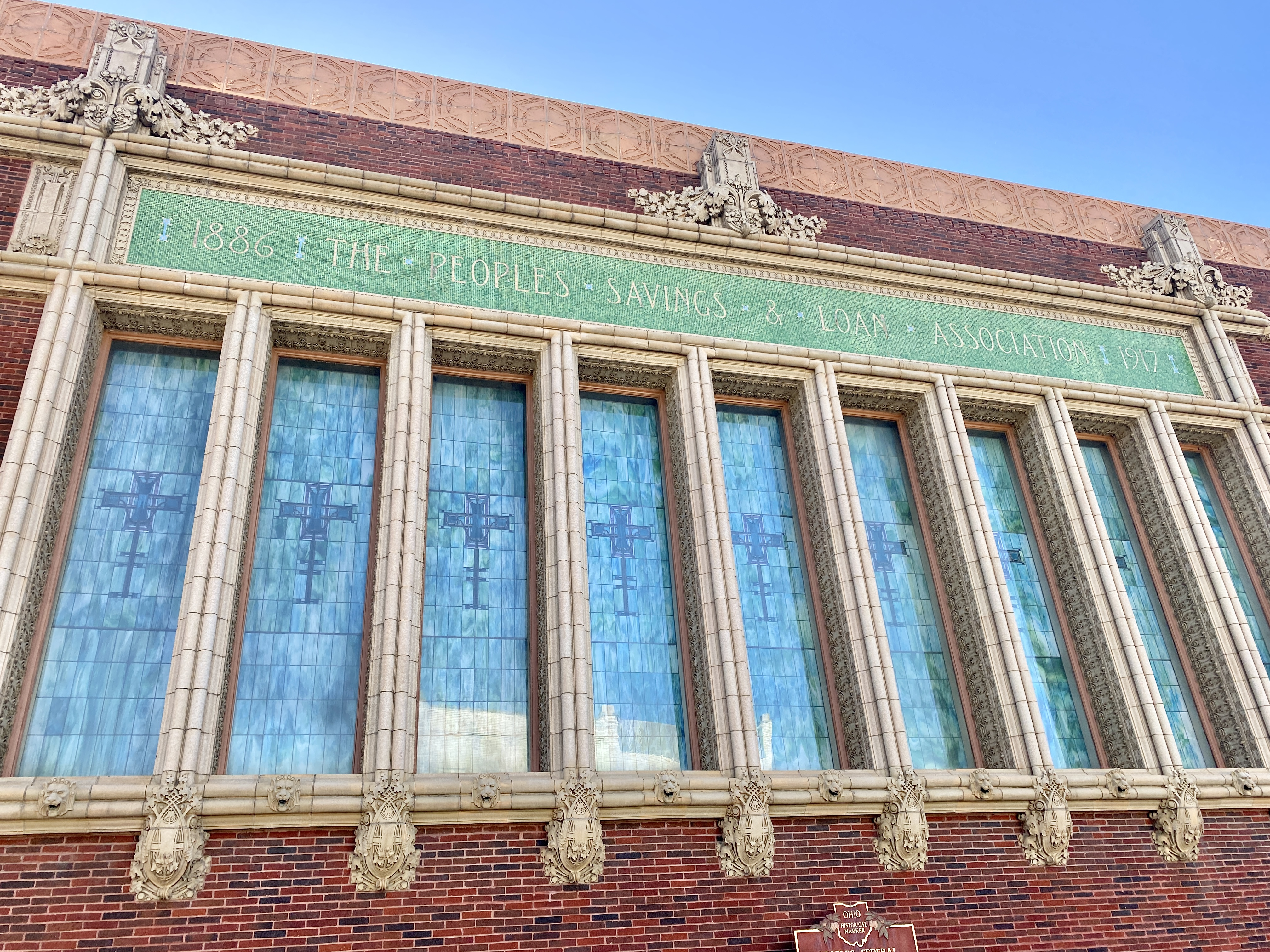